# Gert Claessens
Pour les articles homonymes, voir Claessens.
Gert Claessens, né à Tongres le 21 février 1972, est un footballeur international belge actif durant les années 1990 et 2000. Il commence sa carrière comme milieu de terrain latéral gauche, il recule ensuite comme défenseur gauche puis arrière central. Il compte deux titres de champion de Belgique, deux Coupes et une Supercoupe à son palmarès, tous remportés durant sa période au FC Bruges. Il prend sa retraite en 2007 à cause d'une grave blessure au dos.

## Carrière

### Débuts professionnels
Gert Claessens débute au football à huit ans au FC Membruggen, un petit club basé à Riemst, près de Tongres, sa ville natale. En 1985, il est repéré par des recruteurs du RFC Liège qui l'attirent dans la Cité ardente. Il fait ses débuts en équipe première le 25 novembre 1990 à l'occasion d'un déplacement au Cercle de Bruges. Il est titularisé plusieurs fois en fin de saison, une fois le maintien assuré. La saison suivante, il est victime d'une blessure sérieuse et ne dispute que trois bribes de matches sur tout le championnat. Durant l'été 1992, il quitte le club pour le KRC Genk. Après trois mois d'adaptation, il devient titulaire sur le flanc gauche du club limbourgeois à la fin du mois de septembre. Il inscrit son premier but en compétition officielle le 19 décembre 1992 contre Lommel. Il conserve sa place dans l'équipe de base la saison suivante mais le club termine dernier et est relégué en Division 2. Il n'accompagne toutefois pas ses équipiers à l'échelon inférieur et rejoint le FC Bruges.

### Période faste au FC Bruges
Son premier match à Bruges est la Supercoupe de Belgique 1994 contre le champion en titre et tenant de la Coupe de Belgique, le Sporting Anderlecht. Il monte au jeu à un quart d'heure de la fin et remporte le premier trophée de sa carrière. Il se blesse durant le mois de septembre et reste éloigné des terrains durant plusieurs mois. Il fête son retour dans l'équipe le 16 avril 1995 et sera titularisé lors des cinq derniers matches du championnat, inscrivant deux buts. Il dispute également la finale de la Coupe de Belgique dont il inscrit le premier but qui mènera à la victoire de son équipe sur le Germinal Ekeren. Il garde la confiance de l'entraîneur la saison suivante, qui voit le club brugeois réaliser le doublé championnat-Coupe. Ses bonnes performances lui valent d'être appelé une première fois en équipe nationale belge pour disputer un match amical contre la Russie le 24 avril 1996 mais il restera toute la rencontre sur le banc. Il doit ensuite attendre octobre 1997 pour revenir dans le noyau des « Diables Rouges ». Il est titularisé pour le match face au Pays de Galles et inscrit à cette occasion son seul but international.
Après une saison sans trophée, Gert Claessens s'affirme dans un rôle plus offensif lors de la saison 1997-1998. Il inscrit 19 buts toutes compétitions confondues sous le maillot brugeois et remporte un deuxième titre de champion. En finale de la Coupe de Belgique par contre, le club subit la loi du KRC Genk, l'ancienne équipe de Claessens, qui l'emporte 4-0. Il joue encore un an à Bruges puis décide, après cinq ans au club, de tenter sa chance à l'étranger.

### Échec en Espagne, passage en demi-teinte aux Pays-Bas
Gert Claessens quitte la Belgique pour l'Espagne en 1999 et s'engage avec le Real Oviedo. Hélas, il ne parvient pas à s'imposer et ne dispute que huit rencontres de Liga durant sa première saison au club. À la suite de plusieurs blessures, il est écarté de l'équipe première la saison suivante et, en janvier 2001, il est prêté jusqu'en fin de saison au Vitesse Arnhem qui dispose d'une option d'achat. En quelques mois, il s'impose dans l'équipe et l'option d'achat est levée par le club néerlandais. Même s'il n'est pas toujours titulaire, Gert Claessens dispute une majorité de rencontres dans la compétition néerlandaise, évoluant à différentes places selon les besoins de son équipe (milieu gauche, arrière gauche, milieu défensif ou attaquant de pointe). Après deux bonnes saisons, il prolonge son contrat en août 2003 jusqu'en juin 2006. Cependant, il perd sa place dans l'équipe de base au début de la saison et il décide de quitter le club durant le mercato hivernal pour revenir en Belgique. Alors qu'il a déjà un accord avec la direction du KSC Lokeren, il retourne finalement au KRC Genk où il paraphe un contrat de trois saisons et demi.

### Retour en Belgique et fin de carrière
Gert Claessens est titularisé dès la reprise du championnat mais il se blesse une nouvelle fois sérieusement au début du mois de mars 2004. Il ne fait son retour dans l'équipe qu'en août et entame la saison 2004-2005 repositionné dans l'axe de la défense par le nouvel entraîneur René Vandereycken. Mise à part une blessure qui l'empêche de jouer durant tout le mois de janvier, il conserve sa place de titulaire durant toute la saison, ponctuée par une qualification européenne après test-matches contre le Standard de Liège. Il se déchire le ligament croisé lors du premier match du championnat 2005-2006 contre Lokeren, une blessure qui l'écarte des terrains pendant plus de six mois. Il fait son retour dans l'équipe à la fin du mois de mars 2006 et dispute les dernières rencontres de la saison. Malheureusement pour le joueur, il est de nouveau blessé après la première rencontre de la saison et reste plusieurs mois sans jouer. En janvier 2007, il est prêté pour six mois au Lierse, dernier du championnat. Il est titularisé à cinq reprises dès son arrivée au club mais une blessure au dos le contraint à mettre un terme définitif et immédiat à sa carrière au plus haut niveau au début du mois de mars 2007.
En juin 2007, Gert Claessens annonce son intention de rejoindre le Membruggen V&V, un nouveau club fondé dans la localité après la disparition du FC Membruggen, son premier club formateur. Il y joue quatre saisons en quatrième provinciale puis raccroche définitivement les crampons en juin 2011.

## Palmarès
- International belge entre 1997 et 1998 (4 caps et 1 but marqué)
- 2 fois champion de Belgique en 1996 et 1998 avec le Club Bruges KV.
- 2 fois vainqueur de la Coupe de Belgique en 1995 et 1996 avec le Club Bruges KV.
- Vainqueur de la Supercoupe de Belgique en 1994 avec le Club Bruges KV.

## Statistiques
| Saison                | Club                  | Championnat           | Championnat | Championnat | Coupe nationale | Coupe nationale | Coupe de la Ligue | Coupe de la Ligue | Supercoupe | Supercoupe | Compétition(s) continentale(s) | Compétition(s) continentale(s) | Compétition(s) continentale(s) | Belgique | Belgique | Total | Total |
| Saison                | Club                  | Division              | M.          | B.          | M.              | B.              | M.                | B.                | M.         | B.         | Comp.                          | M.                             | B.                             | M.       | B.       | M.    | B.    |
| 1990-1991             | RFC Liège             | Division 1            | 6           | 0           | 0               | 0               | 0                 | 0                 | 0          | 0          | -                              | 0                              | 0                              | 0        | 0        | 6     | 0     |
| 1991-1992             | RFC Liège             | Division 1            | 3           | 0           | 0               | 0               | 0                 | 0                 | 0          | 0          | -                              | 0                              | 0                              | 0        | 0        | 3     | 0     |
| Sous-total            | Sous-total            | Sous-total            | 9           | 0           | 0               | 0               | 0                 | 0                 | 0          | 0          | -                              | 0                              | 0                              | 0        | 0        | 9     | 0     |
| 1992-1993             | KRC Genk              | Division 1            | 33          | 4           | 1               | 0               | 0                 | 0                 | 0          | 0          | -                              | 0                              | 0                              | 0        | 0        | 34    | 4     |
| 1993-1994             | KRC Genk              | Division 1            | 27          | 8           | 1               | 1               | 0                 | 0                 | 0          | 0          | -                              | 0                              | 0                              | 0        | 0        | 28    | 9     |
| Sous-total            | Sous-total            | Sous-total            | 60          | 12          | 2               | 1               | 0                 | 0                 | 0          | 0          | -                              | 0                              | 0                              | 0        | 0        | 62    | 13    |
| 1994-1995             | FC Bruges             | Division 1            | 6           | 2           | 3               | 1               | 0                 | 0                 | 1          | 0          | C2                             | 0                              | 0                              | 0        | 0        | 10    | 3     |
| 1995-1996             | FC Bruges             | Division 1            | 26          | 6           | 5               | 3               | 0                 | 0                 | 1          | 0          | C2                             | 2                              | 0                              | 0        | 0        | 34    | 9     |
| 1996-1997             | FC Bruges             | Division 1            | 23          | 8           | 0               | 0               | 0                 | 0                 | 0          | 0          | C1+C3                          | 2+4                            | 0+0                            | 0        | 0        | 29    | 8     |
| 1997-1998             | FC Bruges             | Division 1            | 32          | 14          | 5               | 3               | 0                 | 0                 | 0          | 0          | C3                             | 6                              | 2                              | 3        | 1        | 46    | 20    |
| 1998-1999             | FC Bruges             | Division 1            | 22          | 10          | 1               | 0               | 1                 | 0                 | 0          | 0          | C1+C3                          | 4+3                            | 3+1                            | 1        | 0        | 32    | 14    |
| Sous-total            | Sous-total            | Sous-total            | 109         | 40          | 14              | 7               | 1                 | 0                 | 2          | 0          | -                              | 21                             | 6                              | 4        | 1        | 151   | 54    |
| 1999-2000             | Real Oviedo           | Division 1            | 8           | 0           | 1               | 0               | 0                 | 0                 | 0          | 0          | -                              | 0                              | 0                              | 0        | 0        | 9     | 0     |
| 2000-2001             | Real Oviedo           | Division 1            | 0           | 0           | 0               | 0               | 0                 | 0                 | 0          | 0          | -                              | 0                              | 0                              | 0        | 0        | 0     | 0     |
| Sous-total            | Sous-total            | Sous-total            | 8           | 0           | 1               | 0               | 0                 | 0                 | 0          | 0          | -                              | 0                              | 0                              | 0        | 0        | 9     | 0     |
| 2000-2001             | Vitesse Arnhem        | Division 1            | 12          | 5           | 1               | 1               | 0                 | 0                 | 0          | 0          | -                              | 0                              | 0                              | 0        | 0        | 13    | 6     |
| 2001-2002             | Vitesse Arnhem        | Division 1            | 22          | 4           | 4               | 0               | 0                 | 0                 | 0          | 0          | -                              | 0                              | 0                              | 0        | 0        | 26    | 4     |
| 2002-2003             | Vitesse Arnhem        | Division 1            | 29          | 3           | 2               | 0               | 0                 | 0                 | 0          | 0          | C3                             | 6                              | 1                              | 0        | 0        | 37    | 4     |
| 2003-2004             | Vitesse Arnhem        | Division 1            | 12          | 3           | 4               | 1               | 0                 | 0                 | 0          | 0          | -                              | 0                              | 0                              | 0        | 0        | 16    | 4     |
| Sous-total            | Sous-total            | Sous-total            | 75          | 15          | 11              | 2               | 0                 | 0                 | 0          | 0          | -                              | 6                              | 1                              | 0        | 0        | 92    | 18    |
| 2003-2004             | KRC Genk              | Division 1            | 6           | 1           | 0               | 0               | 0                 | 0                 | 0          | 0          | -                              | 0                              | 0                              | 0        | 0        | 6     | 1     |
| 2004-2005             | KRC Genk              | Division 1            | 30          | 2           | 2               | 0               | 0                 | 0                 | 0          | 0          | CI                             | 1                              | 0                              | 0        | 0        | 33    | 2     |
| 2005-2006             | KRC Genk              | Division 1            | 8           | 0           | 0               | 0               | 0                 | 0                 | 0          | 0          | C3                             | 0                              | 0                              | 0        | 0        | 8     | 0     |
| 2006-2007             | KRC Genk              | Division 1            | 1           | 0           | 0               | 0               | 0                 | 0                 | 0          | 0          | -                              | 0                              | 0                              | 0        | 0        | 1     | 0     |
| Sous-total            | Sous-total            | Sous-total            | 45          | 3           | 2               | 0               | 0                 | 0                 | 0          | 0          | -                              | 1                              | 0                              | 0        | 0        | 48    | 3     |
| 2006-2007             | K Lierse SK           | Division 1            | 4           | 0           | 1               | 0               | 0                 | 0                 | 0          | 0          | -                              | 0                              | 0                              | 0        | 0        | 5     | 0     |
| Sous-total            | Sous-total            | Sous-total            | 4           | 0           | 1               | 0               | 0                 | 0                 | 0          | 0          | -                              | 0                              | 0                              | 0        | 0        | 5     | 0     |
| Total sur la carrière | Total sur la carrière | Total sur la carrière | 301         | 70          | 31              | 10              | 1                 | 0                 | 2          | 0          | -                              | 29                             | 7                              | 4        | 1        | 368   | 88    |

## Sélections internationales
Gert Claessens est sélectionné dans toutes les équipes d'âge belges jusqu'aux espoirs. Il dispute un match avec les moins de 16 ans en 1987 et inscrit un but. De 1987 à 1988, il joue huit matches avec les moins de 17 ans. Entre 1988 et 1990, il dispute huit rencontres avec les moins de 18 ans pour un but inscrit. Il joue entretemps trois matches avec les moins de 19 ans en 1989. Il compte seulement une sélection avec les espoirs en 1992 mais passe le match sur le banc des remplaçants.
Il est appelé pour la première fois chez les « Diables Rouges » à l'occasion d'un match amical contre la Russie le 24 avril 1996 mais il ne joue pas la rencontre. Il est à nouveau sélectionné le 11 octobre 1997 pour un match de qualification pour la Coupe du monde 1998. Il est titularisé par Georges Leekens et inscrit le deuxième but des Belges après 32 minutes de jeu. Il joue trois autres matches en équipe nationale en 1997 et 1998. Présélectionné dans un groupe de 25 joueurs pour participer à la Coupe du monde, il est un des trois écartés de la sélection finale.
Le tableau ci-dessous reprend toutes les sélections de Gert Claessens. Les matches qu'il ne joue pas sont indiqués en italique. Le score de la Belgique est toujours indiqué en gras.
| Date       | Compétition                                  | Adversaire           | Lieu       | Score | Remarque |
| ---------- | -------------------------------------------- | -------------------- | ---------- | ----- | -------- |
| 24/04/1996 | Match amical                                 | Russie               | Bruxelles  | 0-0   |          |
| 11/10/1997 | Éliminatoires Coupe du monde 1998 (Groupe 7) | Pays de Galles       | Bruxelles  | 3-2   | 32e 68e  |
| 29/10/1997 | Éliminatoires Coupe du monde 1998 (barrages) | République d'Irlande | Dublin     | 1-1   |          |
| 15/11/1997 | Éliminatoires Coupe du monde 1998 (barrages) | République d'Irlande | Bruxelles  | 2-1   | 75e      |
| 29/05/1998 | Tournoi Hassan II 1998                       | Angleterre           | Casablanca | 0-0   | 61e      |
| 18/11/1998 | Match amical                                 | Luxembourg           | Luxembourg | 0-0   | 83e      |